# Torna, piccola Sheba
Torna, piccola Sheba è un film del 1952 diretto da Daniel Mann. È tra i primi lungometraggi holliwoodiani dedicati al problema dell'alcolismo e della conseguente violenza tra le pareti domestiche.
Presentato in concorso al 6º Festival di Cannes, ha vinto il Prix International du film dramatique e ricevuto una menzione speciale per l'interpretazione di Shirley Booth.

## Trama
Jack Delaney, studente di medicina, ha interrotto gli studi perché costretto a sposare Lola per una gravidanza indesiderata. In seguito a complicazioni, la coppia è rimasta senza figli e il loro affetto si è riversato su Sheba, una piccola cagnetta. Rinunciando agli studi, Jack ha scelto di fare il chiropratico e si è dato all'alcool ma, dopo essersi sottoposto con successo a una cura, da un anno ha smesso di bere. Lola intanto, ormai di mezza età e senza un vero scopo nella vita, si perde ascoltando la radio nel ricordo della propria giovinezza. Quando la cagnetta scompare, le tensioni della coppia si acuiscono. 
Per arrotondare le entrate, Lola decide di affittare una stanza a Marie, una giovane studentessa che suscita nel marito un sentimento paterno e gli ricorda, con una punta di rimpianto, le antiche aspirazioni. Jack si preoccupa quando si accorge che Marie frequenta Tony, un atleta universitario che giudica non all'altezza di lei. Una notte gli viene il sospetto (infondato) che Tony si sia intrattenuto nella stanza della ragazza e, dopo essersi tenuto a lungo lontano dal bere, si attacca di nuovo alla bottiglia: ubriaco e delirante, si scaglia contro la moglie con un coltello ma viene fermato e ricoverato. Quando torna a casa disintossicato, chiede perdono a Lola e insieme a lei cercherà di cambiare vita.

## Produzione
Hal B. Wallis, produttore di questo film, aveva comprato i diritti del lavoro teatrale di William Inge dopo averlo visto sui palcoscenici di Broadway recitato per 190 sere dalla stessa attrice, Shirley Booth, decidendo che sarebbe poi stata anche protagonista del film. La maggior parte dei suoi soci la trovava una scelta azzardata. Pur avendo avuto una splendida carriera in teatro, la Booth infatti non aveva mai lavorato nel cinema, ma Wallis ebbe ragione su tutti, tanto che per questa pellicola l'attrice si aggiudicò l'Oscar alla miglior attrice. Inoltre, come regista scritturò lo stesso regista che aveva diretto il lavoro teatrale, facendo esordire anche lui sul grande schermo.
Per il ruolo del marito invece, Wallis aveva preso in considerazione diversi attori di mezza età e fu sbalordito quando Lancaster pretese la parte per sé: dapprima rifiutò, sostenendo in primo luogo che un attore di trentotto anni non poteva essere verosimile, benché con una imbiancatura ai capelli e una imbottitura in vita, nel ruolo di un uomo di mezza età in coppia con una donna di cinquantadue; in secondo luogo, un uomo dalla personalità forte come la sua non avrebbe potuto interpretare la parte di un soggetto debole e frustrato. Lancaster aveva letto il soggetto e se ne era innamorato, tanto da rifiutarsi perfino di andare a vedere la commedia per evitare di rimanere influenzato nella sua interpretazione. «Era una parte», disse, «che volevo fare più di qualsiasi altra: Delaney è il personaggio più umano, anche se imperfetto, che sia stato concepito per una commedia o una sceneggiatura»
Le riprese furono effettuate fra febbraio e marzo 1952 negli studi della Paramount Pictures e, per quanto riguarda gli esterni, nella University of Southern California in Los Angeles.

## Remake
Il film ha avuto un remake televisivo nel 1977, per la regia di Silvio Narizzano e con Joanne Woodward nel ruolo di Lola Delaney.

## Riconoscimenti
- 1953 - Premio Oscar
  - Miglior attrice (Shirley Booth)
- 1953 - Golden Globe
  - Migliore attrice in un film drammatico
- 1953 - Festival di Cannes
  - Prix International du film dramatique
  - Menzione speciale per l'interpretazione (Shirley Booth)
- 1952 - National Board of Review
  - Miglior attrice (Shirley Booth)